# エンケ・テムル
エンケ・テムル（モンゴル語: Engke Temür、中国語: 安克帖木児、? - 1405年）は、チンギス・カンの次男のチャガタイの子孫で、哈密衛（ハミル）の統治者。『明実録』などの漢字表記は安克帖木児、『高貴系譜』などのペルシア語表記はانکه تیمور（Anka tīmūr）。

## 概要
ティムール朝で編纂された『高貴系譜』によると、エンケ・テムルは豳王チュベイの子の威武西寧王イリクチの孫で、元末明初に活躍したグナシリの弟であったという。イリクチ系威武西寧王家はチュベイの子孫の中では庶流であったが、嫡流たるノム・クリ家が洪武24年（1391年）の明軍によるハミル攻撃によって断絶したため、これ以後イリクチ家のグナシリがハミルを統治するようになった。ハミルを治めるグナシリ「哈梅里（ハミル）王」として何度か洪武帝に使者を派遣している。
靖難の変を経て即位した永楽帝は洪武35年（＝建文4年/1402年）に周辺諸国に使者を派遣して即位を通知し、ハミルにはイブラヒム（亦卜剌金）を派遣していた。この頃、ハミルではグナシリから弟のエンケ・テムルに代替わりしており、エンケ・テムルは永楽帝の使者派遣に応えて永楽元年（1403年）マフムード・シャー（馬哈木沙）・クンドゥス（渾都思）らを派遣して馬を献上した。これに対して永楽帝は金織・文綺等の物を賜り、礼部からは銀百両がエンケ・テムルへの返礼として供出された。
永楽2年（1404年）、エンケ・テムルは再び明朝に使者を派遣した。エンケ・テムルはこの時「兄のグナシリは大元ウルスのハーンから威武王、後には粛王に封ぜられており、今私は兄の地位を地位と『粛王』の称号を受け継いだ。今回明朝に服属したので、私に『粛王』に見合う王爵を授け改めて封じて欲しい」と永楽帝に伝えてきた。礼部尚書李至剛らはグナシリの要求に応えるのが良いのではないかと上奏したが、永楽帝はエンケ・テムルが元朝の封じた王位を使い続けることを許さず、新たに「忠順王」という称号を授けることとした。これ以後、哈密衛の君主は代々「忠順王」を称することとなる。この年の年末、エンケ・テムルはこの対応に感謝の意を示す使者を派遣した。
エンケ・テムルが永楽帝に服属した頃、北方モンゴリアでは太師マルハザ、太保アルクタイらがオゴデイ家のオルク・テムル（鬼力赤）を擁立し、モンゴルを復興させた。オルク・テムル・ハーンはウリヤンハイ三衛（テムゲ・オッチギンの末裔）や哈密衛（チャガタイの末裔）がモンゴル帝国の皇族の末裔でありながら明朝に服属することを不快に思い、彼等を服属させんと動向を窺っていた。
永楽3年（1405年）、エンケ・テムルはハミルへの進出を窺うオルク・テムル・ハーンによって毒殺されてしまった。これを受けて、ハミルの隣国モグーリスタン・ハン国のシャムイ・ジャハーンは報復としてオルク・テムルを攻めている。永楽帝はエンケ・テムルの死を聞くと、それまで自らのケシクで養育していたトクト（エンケ・テムルの兄のグナシリの子）をハミルに送り込み、忠順王として即位させた。しかしトクトの後はエンケ・テムルの子のメンリ・テムルが哈密衛君主となっており、これ以後哈密衛はグナシリ系の王家とエンケ・テムル系の王家が並立するようになった。

## イリクチ系威武西寧王家
1. 威武西寧王イリクチ（Iliqči,威武西寧王亦里黒赤/Yīliqjīییلقجی）
2. 威武西寧王ブヤン・クリ（Buyan Quli,Buyān qulīبیان قلی）
3. 威武西寧王グナシリ（Γunaširi,威武西寧王兀納失里/Kūnāshīrīکوناشیری）
4. 粛王エンケ・テムル（Engke Temür,粛王安克帖木児/Anka tīmūrانکه تیمور）

## 哈密衛君主
1. 哈梅里王グナシリ（Γunaširi,兀納失里/Kūnāshīrīکوناشیری）：在位1380年-1393年
2. 忠順王エンケ・テムル（Engke Temür,安克帖木児/Anka tīmūrانکه تیمور）：在位1393年-1405年
3. 忠順王トクト（Toqto,脱脱）：1405年3月-1411年3月
4. 忠順王/忠義王メンリ・テムル（Mengli Temür,免力帖木児/Manglī tīmūrمنگلی تیمور）：在位1411年3月-1425年12月
5. 忠順王ブダシリ（Budaširi,卜答失里）：1425年12月-1439年12月
6. 忠義王トゴン・テムル（Toγon Temür,脱歓帖木児）：1427年9月-1437年11月
7. 忠義王トクトア・テムル（Toqto'a Temür,脱脱塔木児）：1437年11月-1439年
8. 忠順王ハリール・スルタン（Khalīl Sulṭān,哈力鎖魯檀）：1439年12月-1457年8月
9. 忠順王ブレゲ（Bürege,卜列革）：1457年9月-1460年3月
10. 忠順王バグ・テムル（Baγ Temür,把塔木児）：1466年-1472年11月
11. 忠順王ハンシン（Qanšin,罕慎）：1472年11月-1488年
12. 忠順王エンケ・ボラト（Engke Bolad,奄克孛剌）：1488年-1497年12月
13. 忠順王シャンバ（Šamba,陝巴）：1492年2月-1493年4月、1497年12月-1505年10月
14. 忠順王バヤジット（Beyazıt,拝牙即）：1505年10月-1513年8月